# Рамушево
Рамушево (рос. Рамушево) — присілок в Старорусському районі Новгородської області Російської Федерації.
Населення становить 109 осіб. Входить до складу муніципального утворення Медниковське сільське поселення.

## Історія
Від 2004 року входить до складу муніципального утворення Медниковське сільське поселення.

## Населення
| 2010 |
| ---- |
| 109  |